# Палестинская хартия
Палестинская хартия (Аль-Михак Аль-Ватани Аль-Филистини) — политическая декларация, принята на первом съезде Палестинского национального совета в Восточном Иерусалиме в 1964 году как основополагающий документ для Организации освобождения Палестины (ООП). После поражения арабских стран в Шестидневной войне, в Каире в 1968 году была принята новая редакция Хартии. Декларирует основные постулаты отношения ООП к Палестине, палестино-израильскому конфликту, проблеме палестинских беженцев и к Израилю. Остаётся значимой и сегодня, в Палестинской Автономии преподаётся в школах. Общественные деятели из числа палестинцев характеризуют документ как сохраняющий значение и основополагающий, ООП периодически подтверждает верность его идеалам.
После заключения палестино-израильского Соглашения в Осло на апрельской сессии Палестинского национального совета в Газе было принято решение (504 голоса против 54) изъять из Палестинской хартии положения, отказывающие Израилю в праве на существование, однако формально в текст хартии изменений внесено не было.
4 декабря 1998 на сессии Палестинского национального совета в Газе было подтверждено аннулирование положений Палестинской хартии, отрицающих право Израиля на существование. Решение было принято в присутствии президента США Билла Клинтона в связи с тем, что премьер-министр Израиля Биньямин Нетаньяху выдвинул это в качестве условия для продолжения мирных переговоров.
Статьи 6-10, 15, 19-23 и 30, а также части статей 1-5, 11-14, 16-18, 25-27 и 29 объявлены недействительными (англ. nullified). Изменения сделаны посредством всеобъемлющей поправки к хартии:
Резолюция Палестинского национального совета в соответствии со статьей 33 Хартии представляет собой всеобъемлющую поправку к Хартии. Все положения Хартии, несовместимые с обязательством ООП признавать и жить в мире бок о бок с Израилем больше не действуют.
В Меморандуме Уай-Ривер, подписанном Нетаниягу и Арафатом, в очередной раз было подтверждено аннулирование спорных пунктов.
Вслед за президентом Клинтоном Израиль официально признал, что проблемные пункты хартии в самом деле были аннулированы. Это выражено в заявлениях премьер-министра Нетаниягу, министра иностранных дел Шарона, министра обороны Мордехая и министра промышленности Щаранского.
Правовая полемика по поводу проблемных пунктов Палестинской хартии завершилась после того, как Израиль удалил претензии к ним из списка нарушений соглашений палестинцами, составленного МИД Израиля во время Второй интифады.
ХАРТИЯ ОРГАНИЗАЦИИ ОСВОБОЖДЕНИЯ ПАЛЕСТИНЫ
(Редакция 1968 года)
Данный Устав будет называться "Палестинским Национальным Уставом (Al-Міһaq Al-Watani Al-Filastini)
Статья 1
Палестина является родиной арабского народа Палестины, неотъемлемой частью великой арабской родины. Народ Палестины является частью арабской нации.
Статья 2
В границах, существовавших во времена Британского мандата, Палестина представляет собой неделимое региональное образование.
Статья 3
Арабский народ Палестины имеет законное право на свою родину, и когда её освобождение завершится, он осуществит самоопределение только согласно своему собственному выбору и волеизъявлению.
Статья 4
Черты палестинского национального характера являются врождёнными, устойчивыми, они не исчезают, а передаются от отца к сыну. Сионистская оккупация и, как результат этого бедствия, рассеяние арабского народа Палестины, не лишают его ни национального характера, ни национальных корней.
Статья 5
Палестинцем считается гражданин арабского происхождения, который постоянно проживал в Палестине до 1947г., независимо от того, остался он, или был изгнан. Тот, кто рожден от отца-палестинца после этого срока, будь то в самой Палестине или за её пределами, является палестинцем.
Статья 6
Евреи, постоянно проживавшие в Палестине до начала сионистского вторжения, будут считаться палестинцами.
Статья 7
Палестинские корни, материальные, духовные и исторические связи с Палестиной являются постоянными, неизменными реалиями. Воспитание палестинцев в арабском и революционном духе, закаливание их сознания для ощущения себя истинными "палестинцами", глубокое ознакомление с родиной, чтобы всеми средствами подготовить их к противостоянию и вооружённой борьбе, к жертве как имущества, так и самой жизни ради восстановления родины - все это является национальным долгом.
Статья 8
Период времени, который сейчас переживает палестинский народ - это период национальной борьбы за освобождение Палестины. Поэтому противоречия между палестинскими национальными силами сейчас являются второстепенными, и должны быть преодолены ради фундаментального противоречия между сионизмом и колониализмом с одной стороны, и арабским народом Палестины с другой. В связи с этим, палестинские массы на своей родине и в местах изгнания, как организации, так и отдельные личности, составляют единый национальный фронт, который, в целях освобождения Палестины, действует посредством вооружённой борьбы.
Статья 9
Вооружённая борьба - единственный способ освободить Палестину, и, посему, она является стратегией, а не тактикой. Арабский народ Палестины подтверждает свою непреклонную решимость наращивать и усиливать вооружённую борьбу, доведя её до народной революции с целью освободить родину и вернуться в свою страну, возвратив себе право на нормальную жизнь, самоопределение и суверенитет.
Статья 10
Федаинские действия составляют ядро народной палестинской войны за освобождение, что требует их развития, усиления и защиты. Чтобы гарантировать продолжение революции, её нарастание и победу, требуется мобилизация всех сил и интеллектуальных способностей палестинцев, их организованное включение в вооружённую революционную деятельность, сплочённость в национальной (Watani) борьбе различных групп и их тесная связь с массами.
Статья 11
У палестинцев три лозунга: Национальное (Wataniyya) единство, национальная (Quawmiyya) мобилизация и освобождение.
Статья 12
Арабский народ Палестины верит в арабское единство. Чтобы сыграть свою роль в осуществлении этого стремления, он должен сохранить на данной стадии национальной борьбы свой палестинский национальный характер, его основные черты, а, следовательно, должен повышать самосознание и противиться любым замыслам, способным ослабить или разрушить этот национальный характер.
Статья 13
Арабское единство и освобождение Палестины - взаимодополняющие цели. Одна прокладывает путь другой. Арабское единство ведёт к освобождению Палестины, а освобождение Палестины ведёт к арабскому единству. Работая на одну цель, работаешь на другую.
Статья 14
Судьба арабской нации, само существование арабов зависит от решения палестинской проблемы. Этим и объясняются стремления и усилия арабской нации, направленные на освобождение страны. Народ Палестины взял на себя ведущую роль в осуществлении этой священной национальной задачи.
Статья 15
Освобождение Палестины, с арабской точки зрения? является национальным долгом арабов по отражению сионистского, империалистического вторжения в великую арабскую родину и по очистке её от сионистского присутствия. Полная ответственность за осуществление этой задачи ложится на всю арабскую нацию, её народы и правительства во главе с народом Палестины.
Для этой цели арабская нация должна мобилизовать весь свой военный, человеческий, материальный и духовный потенциал, и активно участвовать в борьбе вместе с народом Палестины. Арабская нация, особенно на данном этапе вооружённой борьбы палестинцев, обязана предоставить им всю возможную помощь, материальную и моральную поддержку, использовать любые средства, чтобы народ Палестины продолжал играть ведущую роль в вооружённой революционной борьбе до победного конца - освобождения своей родины.
Статья 16
С духовной точки зрения, освобождение Палестины создаст в Святой земле атмосферу мира и спокойствия, защитит все Святые Места, даст гарантию их свободного посещения и поклоненния без всякой дискриминации по расовому, языковому и религиозному принципу. На этом основании народ Палестины надеется на поддержку всех духовных сил мира.
Статья 17
С гуманистической точки зрения, освобождение Палестины восстановит достоинство, величие и свободу палестинцев. На этом основании арабский народ Палестины надеется на поддержку тех, кто верит в достоинство и свободу личности.
Статья 18
С международной точки зрения, борьба за освобождение Палестины акт вынужденной самозащиты. На этом основании народ Палестины, желающий жить в дружбе со всеми народами, надеется на поддержку всех государств, которые разделяют идеалы свободы, мира и справедливости, и которые помогут восстановить в регионе законность, безопасность и мир, осуществить право палестинцев на нашюнальный суверенитет и национальную свободу.
Статья 19
Раздробление Палестины в 1947 году и образование Израиля недействительны и не имеют законной силы, сколько бы времени ни прошло с того момента, поскольку были совершены вопреки воле палестинского народа, вопреки его правам на свою родину и вошли в противоречие с принципами, воплощёнными в Уставе Организации Объединённых Наций, первым из которых является право на самоопределение.
Статья 20
Декларация Бальфура и Мандат на Палестину и все, что было сделано на их основе, недействительно и не имеет силы. Претензия на историческою и духовную связь евреев с Палестиной не соответствует ни исторической реальности, ни основным характеристикам государственности в их истинном понимании. Иудаизм, как религия откровения, не имеет национальности и независимого существования.
Точно так же и евреи не единый народ и не обладают национальным характером. Они, скорее, граждане тех государств, в которых проживают.
Статья 21
Арабский народ Палестины, выражая себя через вооружённую революционную борьбу, отвергает любое решение палестинской проблемы, подменяющее её полное освобождение, отвергает любые планы урегулирования и интернационализации.
Статья 22
Сионизм является политическим движением, органически связанным с мировым империализмом, и враждебным всем силам, выступающим за свободу и прогресс в мире. По своей сути это расистское и фанатичное движение; по целям - агрессивное, экспансионистское и колониалистское; по средствам фашистское и нацистское. Израиль - орудие сионизма, поставщик человеческого материала и географическая база мирового империализма, необходимая ему в сердце арабской родины как база сосредоточения сил и как стартовая площадка для посягательства на надежды арабской нации на свободу, единство и прогресс.
Израиль представляет постоянную угрозу миру на Ближнем Востоке и на земном шаре в целом. Поскольку освобождение Палестины очистит регион от сионистского и империалистического присутствия, приведёт к стабилизации мира, то народ Палестины надеется на поддержку всех свободомыслящих людей, всех сил прогресса и мира, независимо от их политической ориентации и просит их о помощи в своей справедливой и законной борьбе за освобождение родины.
Статья 23
Стремление к миру и безопасности, правде и справедливости обязывает все государства, выступающие за дружеские отношения между народами и уважающие преданность граждан своей родине, считать сионизм незаконным движением и запретить его деятельность и существование.
Статья 24
Арабский народ Палестины верит в принципы справедливости, свободы, суверенитета, самоопределения, уважения человеческого достоинства и прав человека на осуществление этих принципов.
Статья 25
Чтобы осуществить принципы и цели данной программы, Организация Освобождения Палестины приложит все силы для освобождения своей родины.
Статья 26
Организация Освобождения Палестины, представляющая силы палестинской революции, несёт ответственность за борьбу арабского народа Палестины с целью освобождения родины, возвращения в свою страну и получения в ней права на самоопределение. Ответственность распространяется на военные, политические, финансовые и любые другие сферы, которые касаются палестинской проблемы как в арабских странах, так и на международной арене.
Статья 27
Организация Освобождения Палестины будет сотрудничать со всеми арабскими государствами, соответственно возможностям этих государств, будет сохранять нейтралитет в отношениях с ними и свете нужд борьбы за освобождение и придерживаться принципа невмешательства во внутренние дела арабских государств.
Статья 28
Арабский народ Палестины требует признания самобытности и независимости своей национальной революции и отвергает любое вмешательство или руководство ею со стороны.
Статья 29
Арабский народ Палестины имеет преимущество, особое право на освобождение и восстановление своей родины, и определит свои отношения со всеми другими государствами и силами на основе их позиции в отношении палестинского вопроса и размера помощи, оказанной революционной борьбе (палестинцев) за осуществление их целей.
Статья 30
Те, кто сражался с оружием в руках в битве за освобождение, являются ядром Народной армии и станут крепким щитом арабского народа Палестины.
Статья 31
У организации будет знамя, присяга и гимн, созданные в соответствии с особыми принципами.
Статья 32
К данной программе прилагается закон, известный, как Основной закон Организации освобождения Палестины, где, в соответствии с программой, определяется структура создания организации, её комитеты, учреждения, их особые функции и обязанности.
Статья 33
Поправки в эту программу могут быть внесены только большинством в две трети членов Национального совета Организации освобождения Палестины при голосовании на специальном, созванном для этой цели заседании.